# 하효림
하효림(1998년 4월 16일~)은 대한민국의 배구 선수이다. 2022년 현재 대전 KGC인삼공사 소속 선수이다.

## 선수 시절
원곡고등학교 출신으로 2016-17 신인 드래프트에서 김천 한국도로공사 하이패스의 지명을 받고 입단한다. 이후 트레이드를 통해 인삼공사로 이적하였다.